# SN 2006gy
SN 2006gy是一顆極端高能的超新星，有時也稱為極超新星或夸克新星，它是在2006年9月18日被發現的，羅伯特·昆比和P. Mondol是最先發現的觀測者，然後有幾個天文學家的團隊，使用包括錢卓X射線望遠鏡、立克、和凱克天文台等儀器進行研究。在2007年5月7日，NASA和一些天文學家宣布這是第一顆被仔細研究的超新星，描述它是有史以來記錄到最明亮的恆星爆炸。羅伯特·昆比（Robert Quimby）在2007年10月宣布SN 2005ap打破了SN 2006gy是最亮的記錄。時代雜誌將SN 2006gy選為2007年10大科學發現的第3名。

## 特徵

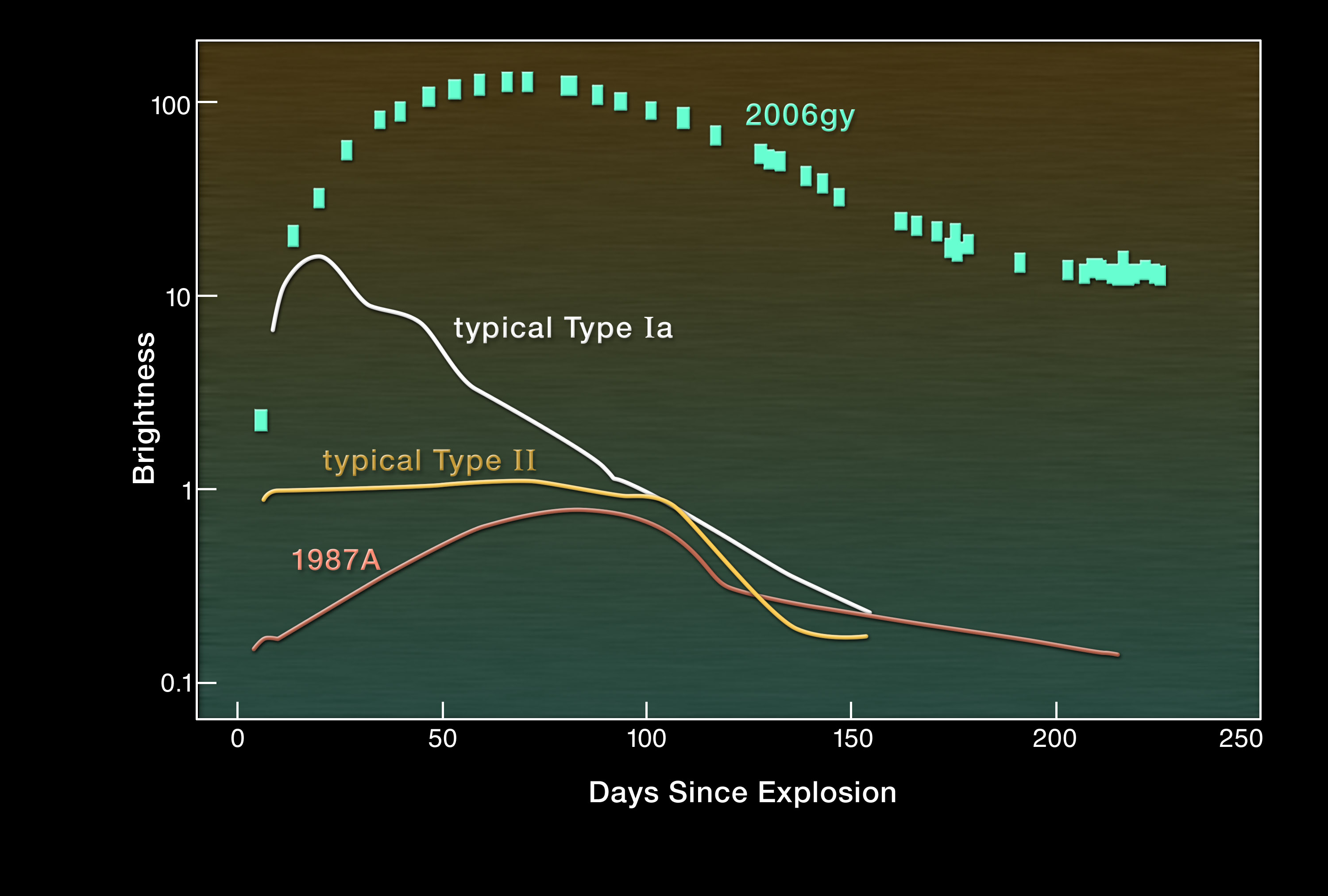
SN 2006gy的光度曲線 (最上面插入的方格) 與其它類型超新星的比較。

SN 2006gy發生在距離大約2億3800萬光年 (7200萬秒差距) 遠的一個星系 (NGC 1260)。因此，在地球上看見這顆超新星的光線時，這個事件在大約2億3800萬年前就已經發生了。初步跡象顯示它是一顆極超新星，是有異於平常的高能量超新星，質量大約是150太陽質量 (M⊙)，
可能是不穩定對超新星。估計它在爆炸時釋放出的能量高達1052 爾格 (1045 J)，是一般典型釋放出1051爾格 (1044 J) 能量超新星的10倍。這顆超新星的亮度持續增加了70天之久，大約一直到2006年12月，之後才開始緩慢的下降。到了2007年5月初，它的亮度才降到一般被觀測到的超新星的峰值亮度。雖然它極端的亮度顯示它不同於一般的超新星，但是因為SN 2006gy的光譜有氫的譜線，所以它被歸類為II型超新星。
只有質量非常巨大，範圍在130至250太陽質量的恆星才能發展成不穩定對超新星。質量如此巨大的恆星在生命中的某一個點，它的核心開始輻射出高能的伽瑪射線，它們的能量比兩顆電子的靜止質量還要大 (質能等價)。當這些高能的伽瑪射線撞擊到原子核時，擾亂了原本的熱力學壓力和重力間的平衡，熱力學壓力的突然下降導致核心的崩潰。當核心開始崩潰時，它的溫度不斷升高，終於引發了熱失控的現象。在幾秒鐘後，核心所有的燃料都參與了災難性的核融合反應，將恆星整個都吹散掉，什么都沒有留下。
雖然超新星SN 2006gy的亮度在本質上比亮到肉眼就可以直接看見的超新星SN 1987A亮上數百倍，由于距離遠了1,400倍，它的視星等只有15等，因此不使用望遠鏡是看不見它的。
來自加拿大卡爾加里大學的科學家提出SN 2006gy是一顆夸克星的論點。
另一種可能是SN 2006gy實際上不是不穩定對超新星，取代的是高密度星周環介質的交互作用 － IIn型超新星 － 釋放出大量的能量,最新說法是有鐵的譜線 可能是地球大小白矮星跟富含氫恆星合併產生,  根據最新理論當恆星點燃最後一輪的核融合反應, 外層大氣包層膨脹最後白矮星被吞噬, 白矮星跟恆星發生爆炸形成Ia型超新星,爆炸時向外拋出的物質撞擊到先前持續向外膨脹的包層造就了超高光度。

## 與海山二的類同
海山二 (船底座η) 是一顆位於銀河系內，距離地球7,500光年的高光度特超巨星。由於海山二比SN 2006gy近了32,000倍，因此來自它的光亮了10億倍，而估計它的大小與SN 2006gy相似。SN 2006gy的發現者之一大衛（Dave Pooley）說如果海山二以類似的方式爆炸，它的亮度不僅可以在地球的夜晚用來閱讀，甚至在白天都能看見。SN 2006gy的視星等 (m) 是15等，所以海山二的視星等將高達-7.5等。依據天文物理學家Mario Livio的估計，這可能發生在任何時間，但是危及地球生命的機率相當低。
- 這張圖說明天文學家認為觸發SN 2006gy爆炸的產生過程。一顆質量足夠大的恆星可以產生高能量的伽瑪射線，造成一些光子轉換為電子和正電子的電子對，引發失控的反應，導致恆星的崩潰。
- 使用可見光(圖左)與紫外線(圖右)觀察的SN 2006gy与河外星系NGC 1260。
- NASA的藝術家想像的 SN 2006gy爆炸景象。